# Batalla de Coleto
La batalla de Coleto (inglés:Battle of Coleto Creek), fue un episodio bélico parte de la Campaña Goliad durante la Independencia de Texas en la que combatieron los rebeldes texanos y fuerzas del ejército mexicano del 19 de marzo al 20 de marzo de 1836. Los rebeldes de Texas, al mando del coronel James Fannin, fueron derrotados por las tropas federales del general José de Urrea.

## Marco histórico previo
El 2 de marzo el general José de Urrea había logrado vencer al coronel James Grant durante la batalla de Agua Dulce. Dos o tres suprevivientes de los rebeldes texanos lograron llegar a Goliad para informar a James Fannin del avance de las fuerzas del ejército mexicano.  El día 7 Urrea se reunió en San Patricio con Jesús Cuéllar "el Comanche" quien le informó que James Fannin planeaba lanzar un ataque. Por tal motivo, Urrea organizó una vanguardia que emboscó, en su camino a Refugio, a 28 hombres que comandaba el capitán Amon Bulter King quienes intentaban evacuar a un grupo de familias. Fannin envió un refuerzo de 120 hombres al mando del coronel William Ward. Las fuerzas se enfrentaron en la batalla de Refugio con una victoria para el ejército mexicano. 
Mientras tanto Fannin recibió órdenes para replegarse hacia Guadalupe Victoria, antes de dejar Goliad debería incendiar el fuerte y las casas cercanas.  Para su mala suerte, sus movimientos fueron descubiertos debido a que su mensajero fue interceptado por los soldados de Urrea. Por órdenes de Antonio López de Santa Anna, el coronel Juan Morales se unió el día 18 a Urrea con 3 cañones y 500 hombres de los batallones de Jiménez y San Luis.

## Desarrollo de la batalla
El 19 de marzo, a las 9:30 a. m., Fannin incendió el fuerte y comenzó su retirada, su fuerza se componía de 9 cañones y 400 hombres. El mismo día Urrea envió una tropa de vanguardia conformada por 360 infantes y 80 dragones.  A las 3:00 p. m. en la pradera conocida como Coleto o Llano del Perdido, la caballería alcanzó a la columna texana que iba en retirada. 
Algunos de los texanos que iban a caballo huyeron, la mayor parte desmontó para apoyar a los que iban a pie. Por órdenes de Fannin la defensa se formó colocando las carretas en un cuadrado en cuyo centro se dispusieron los cañones, los cuales más tarde se reubicaron en las esquinas. Cuando la infantería mexicana llegó al lugar, Urrea ordenó el ataque inmediato, mediante el avance de tres columnas de infantería a campo abierto y la caballería impidiendo una posible retirada por la retaguardia. Los texanos respondieron con su artillería y fuego cerrado de los rifles, muchos de ellos contaban con más de un rifle lo cual incrementó la velocidad de las descargas. Al mando de la caballería, Urrea ordenó una segunda carga contra el cerco, pero fue nuevamente rechazado. Fannin fue herido en un muslo durante los embates.
Al anochecer los mexicanos acamparon en una pequeña loma, mientras que los texanos cavaron sus trincheras. Urrea decidió hostigarlos mediante toques de clarín que anunciaban falsos ataques. A las 6:30 a. m. del 20 de marzo llegaron nuevos pertrechos para los mexicanos, municiones, 3 cañones y 100 infantes. Urrea dispuso una batería protegida por fusileros y preparó una nueva columna de asalto. Iniciado el fuego de la artillería mexicana los texanos ondearon una bandera blanca solicitando una rendición con condiciones. Sin embargo Urrea respondió a Fannin que solamente podía aceptar una rendición incondicional y que en caso contrario ordenaría el ataque. Sin otra alternativa, los texanos se rindieron.
De acuerdo a los reportes de Urrea, se capturaron 9 cañones y 400 prisioneros, entre ellos 67 heridos y 9 muertos (de acuerdo al diario de José Enrique de la Peña, 365 prisioneros de los cuales 97 estaban heridos). Por parte, de las tropas mexicanas se tuvieron 65 bajas: 11 muertos y 54 heridos, 5 de ellos eran oficiales. Adicionalmente, el coronel Garay encontró en el fuerte 8 cañones más. Los prisioneros texanos fueron conducidos a Goliad, parte de la tropa mexicana avanzó hacia Guadalupe Victoria.